# Экваториальногвинейская федерация футбола
Экваториальногвине́йская федера́ция футбо́ла (ФЕГВИФУТ) (исп. Federación Ecuatoguineana de Fútbol (FEGUIFUT)) — организация, осуществляющая контроль и управление футболом в Экваториальной Гвинее. Располагается в столице государства — Малабо. ЭФФ основана в 1960 году, вступила в ФИФА и в КАФ в 1986 году. В 1978 году также стала членом УНИФФАК. Федерация организует деятельность и управляет национальными сборными по футболу (мужской, женской, молодёжными). Под эгидой федерации проводится чемпионат страны и многие другие соревнования.